# Heinz Reitbauer (Politiker)
Heinrich Gustav Philipp Reitbauer (* 31. Mai 1899 in Metz; † 21. August 1960 in Dortmund) war ein deutscher Bankdirektor und Politiker (FDP).

## Leben
Reitbauer besuchte die Oberrealschule und war von 1917 bis 1918 Soldat im Ersten Weltkrieg. 1920 begann er eine Lehre und arbeitete danach in Banken. 1936 wurde er Bankdirektor in Berlin und 1937 Vorstandsmitglied. Von 1945 bis 1947 war er in den US-Lagern Darmstadt, Ludwigsburg und Dachau interniert. Nach der Freilassung wurde er 1947 Geschäftsführer der Fachgruppe Edelsteine und im Landesverband Edelsteine und Schmuck Rheinland-Pfalz in Idar-Oberstein. 1951 wechselte er als Bankdirektor zur Hauptfiliale Dortmund der Rheinisch-Westfälischen Bank.

## Politik
1935 wurde er Mitglied der DAF und war 1935–1939 Mitglied der NS-Opfergemeinschaft sowie ab 1936 Mitglied der NSV. Am 30. Januar 1940 beantragte er die Aufnahme in die NSDAP und wurde zum 1. April desselben Jahres aufgenommen (Mitgliedsnummer 8.285.525).
1950 trat er der FDP bei und war Mitglied des erweiterten FDP-Vorstands des Kreises Birkenfeld. 1951 wurde er in den zweiten Landtag Rheinland-Pfalz gewählt, dem er vier Monate lang bis zum 30. September 1951 angehörte. Im Landtag war er Mitglied im Haushalts- und Finanzausschuss.